# حمام عام

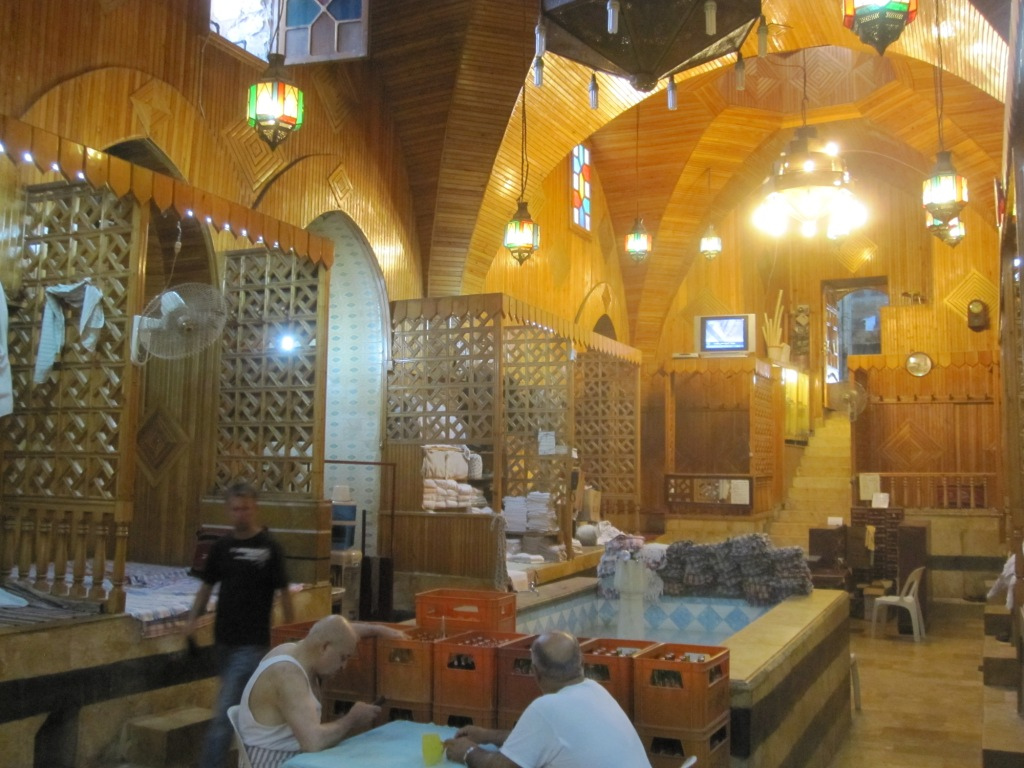
حمام عام بحلب.

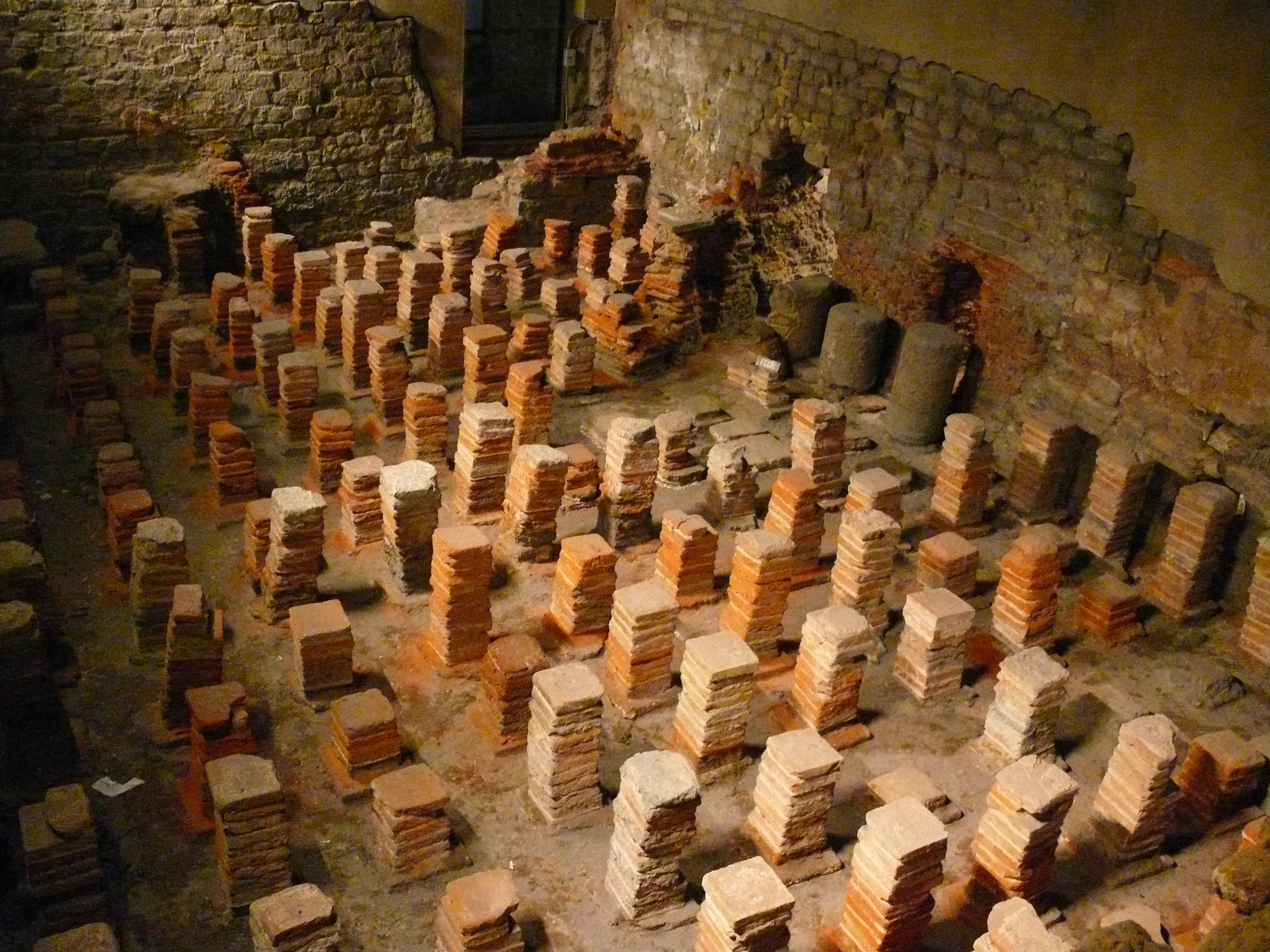
حمام رومي يسخن من أسفل الأرض.

الحمام العام أو الحمّام الاستشفائي هو مبنى يقصده الناس للاستحمام، وتتنوع أشكال الحمامات العامّة منها الحمّام المغربي، الحمام الروماني، الحمام الفلندي الساونا، والحمام الروسي بانيا والحمام التركي تتميز هذه النوعيّة من الحمامات بالتركيز على المياه.
في أوروبا الغربية، أصبحت «الحمامات العامة التركية» وسيلة من الوسائل الشعبية للتطهير والاسترخاء خلال العصر الفيكتوري. وتتشابه طقوس الحمام التركي مع طقوس الساونا الفنلنديّة، علمًا أن الأولى أكثر ارتباطًا مع طقوس وممارسات الاستحمام اليونانية والرومانية القديمة.
واستخدام الحمامات العامة لدى العرب قديم فقد وجد مثلاً في مدينة الحضر العربية التاريخية حمامات عامة ذات نظام تسخين متطور، ولكن الحمامات العامة وصلت لقمة روعتها ونضوجها في الفترات الأموية والفاطمية، والعباسية فقد ضمت بعض المدن الإسلامية أعداداً كبيرة من الحمامات، ومثالاً لها حمامات بغداد العامة، ويكون الحمام عادة في السوق أو متصلاً بالجامع وتحتوي القصور الكبيرة على حمامات ضخمة خاصة بها. وتبنى الحمامات بطريقة هندسية بحيث تحفظ الحرارة فتكون الجدران سميكة ومنافذ الهواء محدودة وتكون فتحات تصريف البخار للأعلى، بل في أحيان كثيرة تبنى الحمامات تحت الأرض.
ويتكون الحمام عادة من ثلاث أقسام: القسم البارد من الحمام ويتألف من منصة واسعة اصطفت من حولها المصاطب وتتوسـطها فسقية جـميلة، وتفرش أرضه بالسجاد، ولكل مصطبة خزانة أو أكثر صماء بدون أبواب، وذلك لخلع الملابس بداخلها أو تعليق الألبسة على مشاجب خشبية. ثم القسم المعتدل ويشمل على كافة الخدمات من استحمام وإزالة الشعر بمقصورة النورة. وأخيرا القسم الخارجي من الحمام وهو القسم الحار ويشبه القسم المعتدل، فيحتوي على أواوين للاغتسال ومقاصير خاصة. وتتوسطه مصطبة بيت النار التي يجلس عليها المستحمون، أما للناحية الجمالية فأغلب الحمامات العربية القديمة لاسيما الفاطمية كانت مزودة برسومات جدارية مما يعطي الحمام بعداً جمالياً. ويتم استخدام الصابون -والذي اخترعهُ الكيميائيون العرب- في الحمامات ليعطيها جواً صحياً أيضاً.

## معرض صور

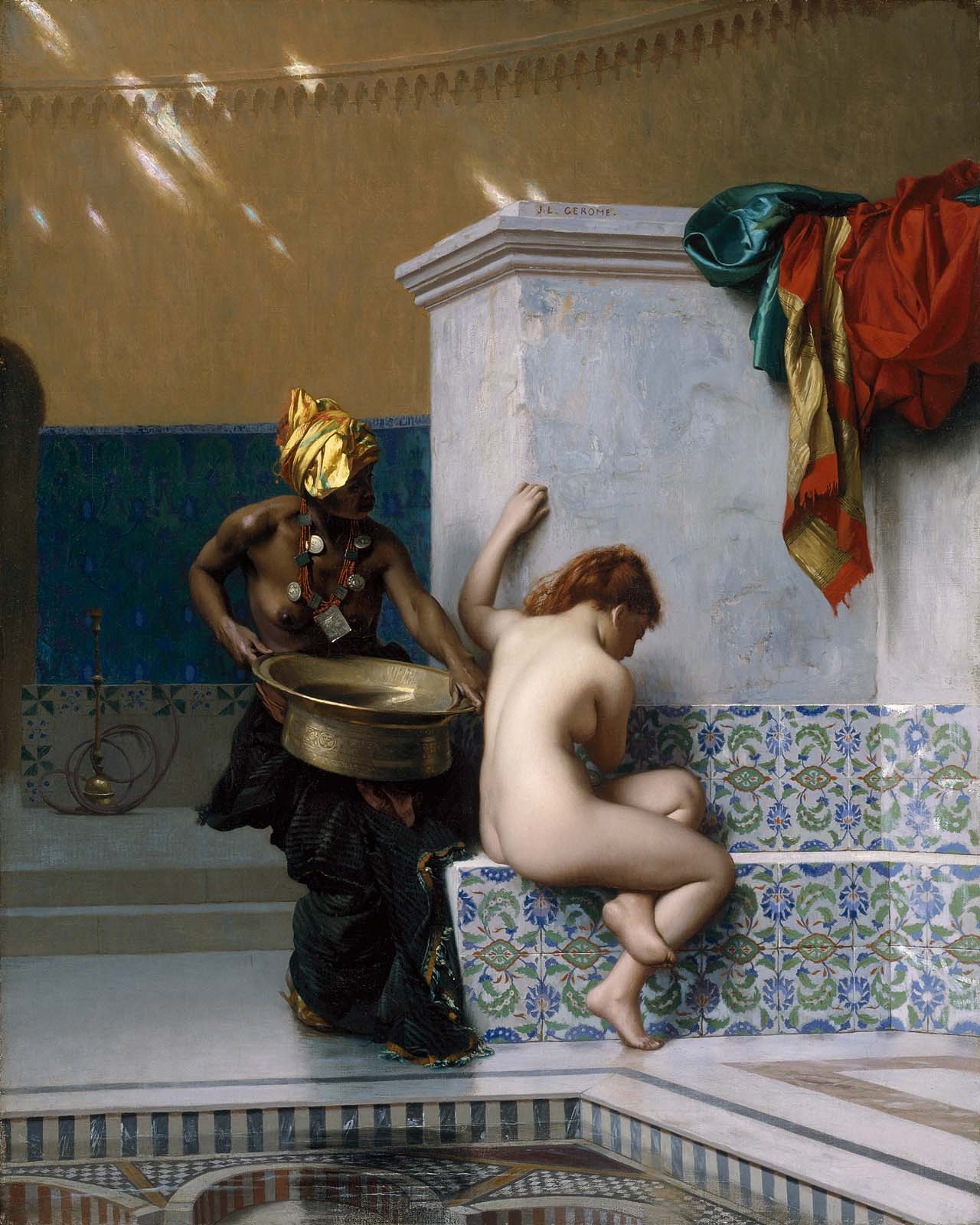
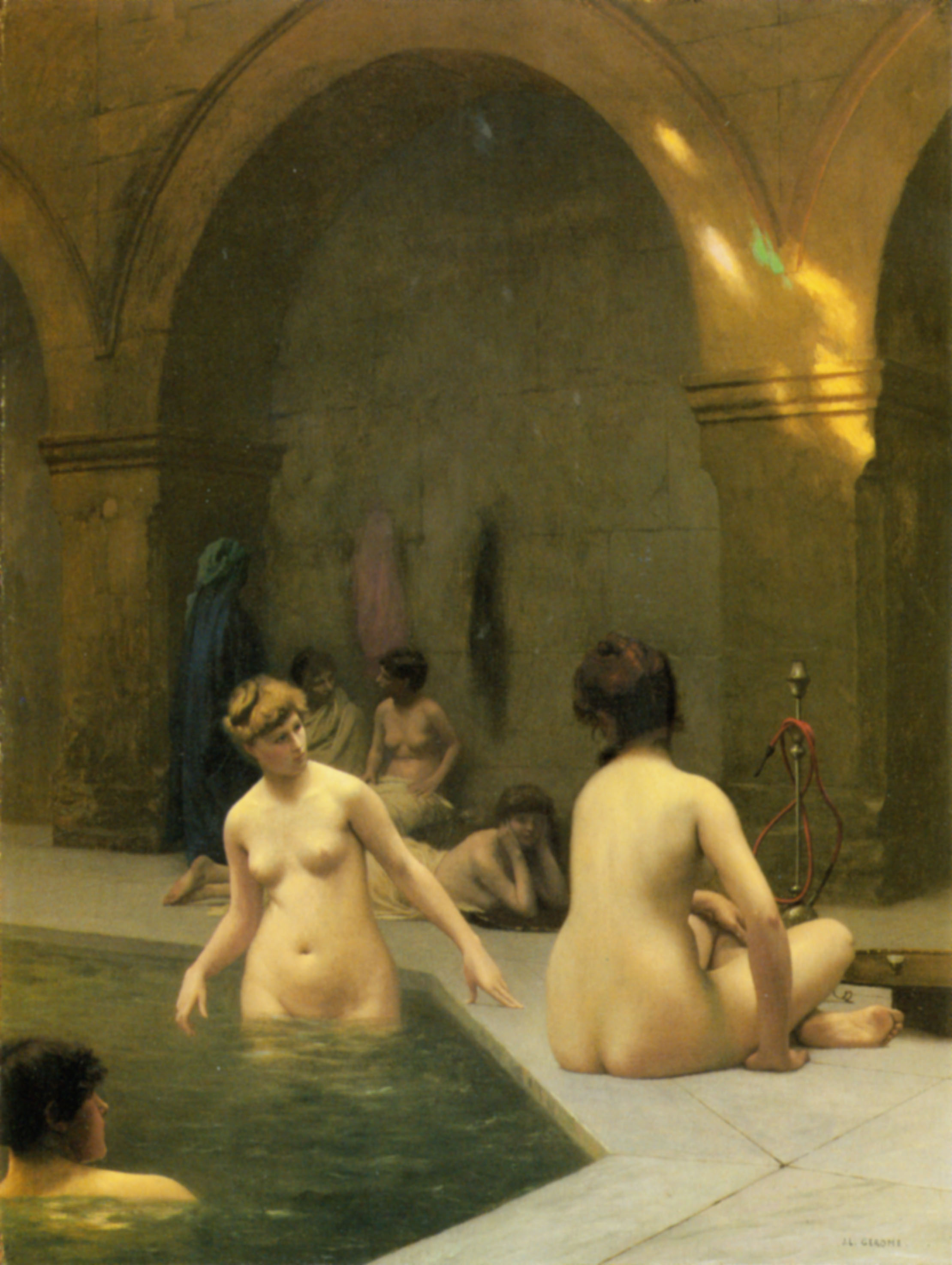
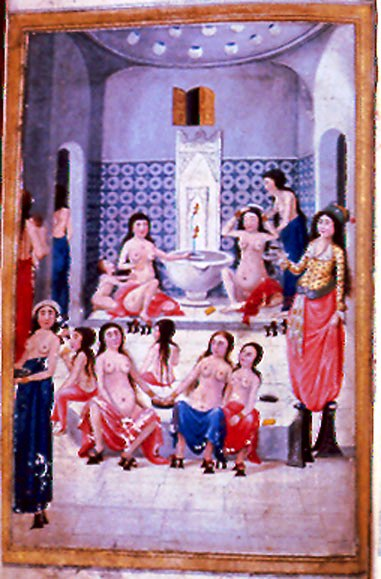
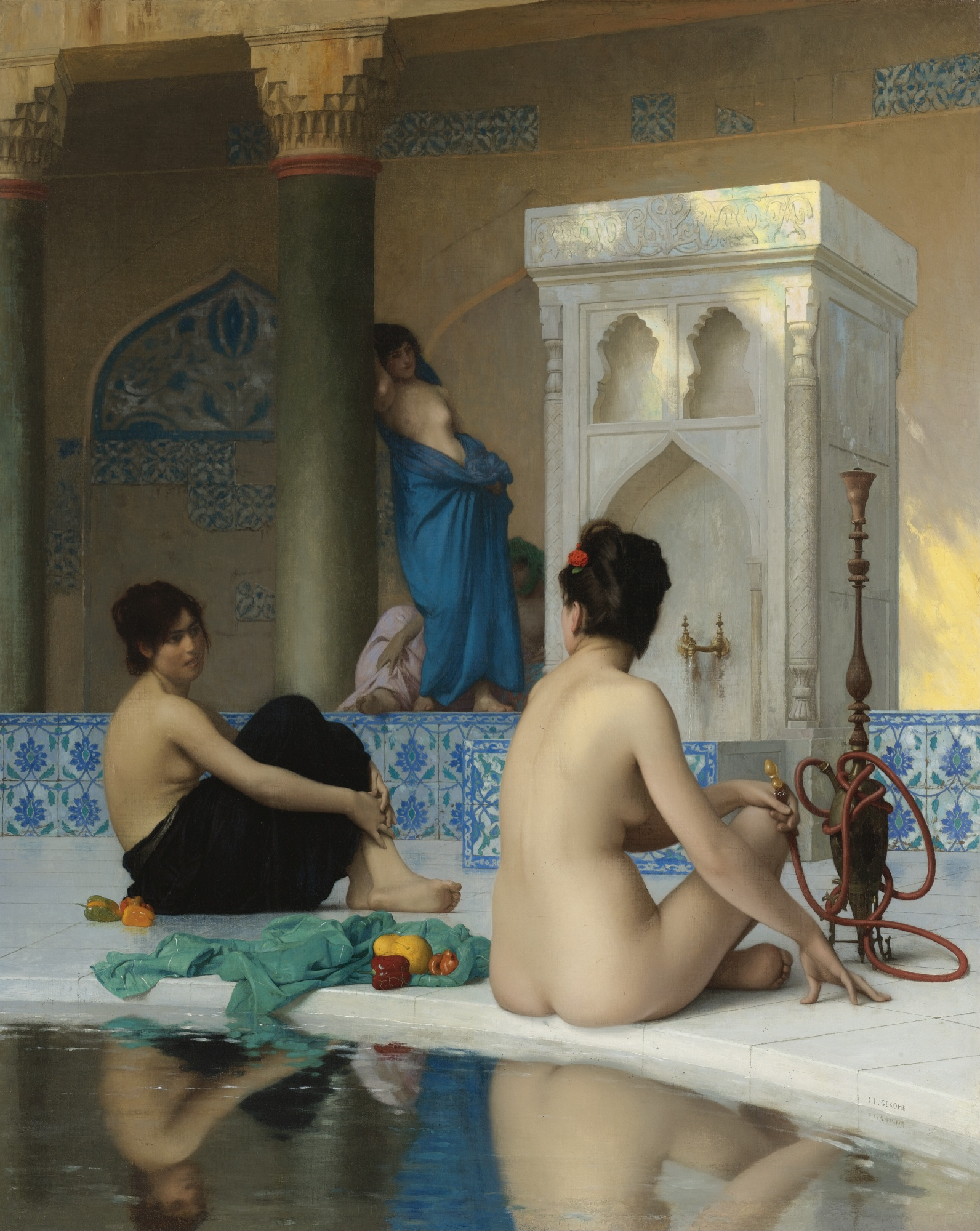
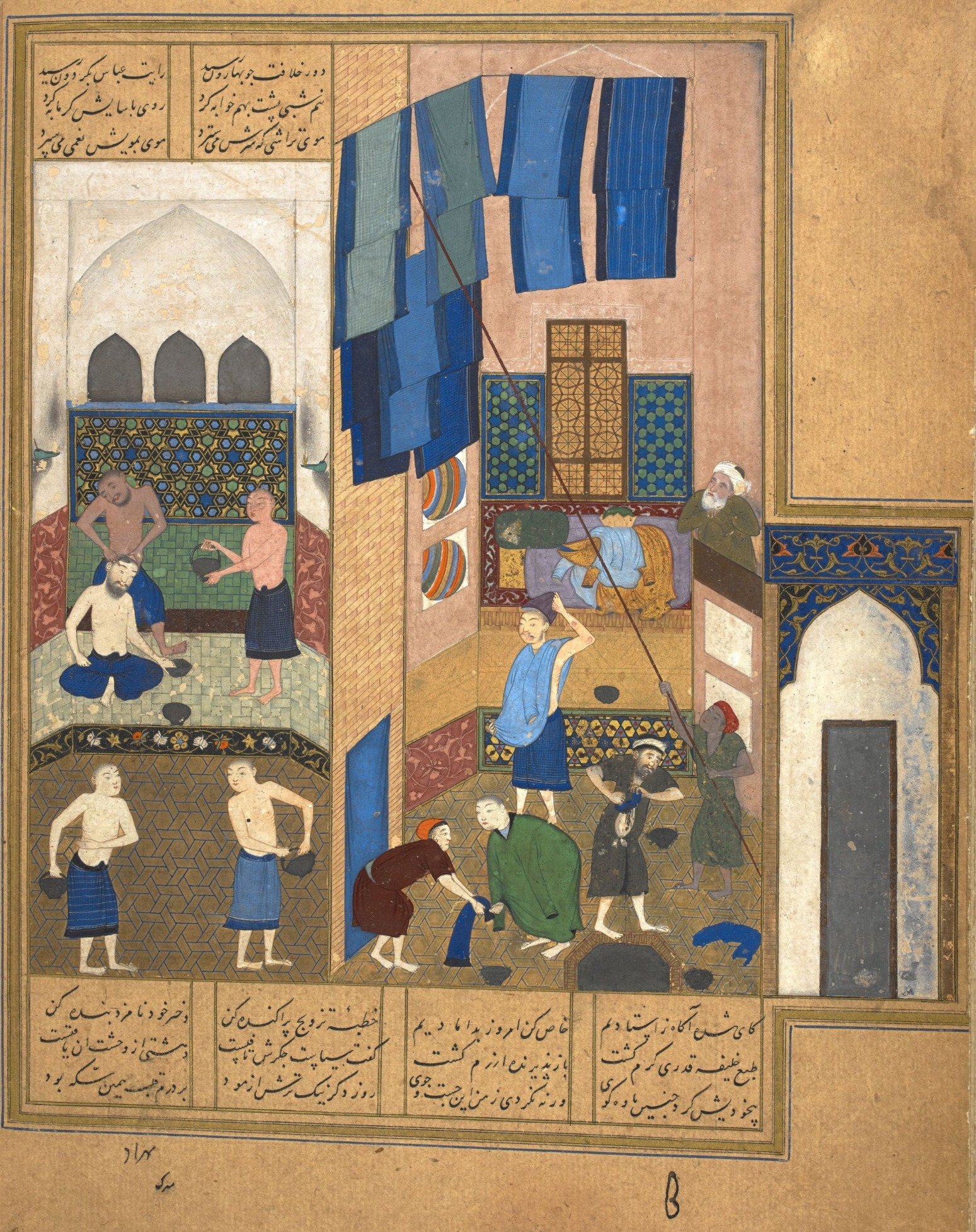